# ガイナン
ガイナン (Guinan) は、アメリカのSFテレビドラマ『スタートレック』シリーズの『新スタートレック』に登場する架空の人物。ウーピー・ゴールドバーグが演じた。日本語版の吹き替えは東美江が担当した。U.S.S.エンタープライズDのラウンジ・バー「10フォワード」のバーテンダー。エル・オーリア人（エル・オーリアン）。女性。ほぼ全てのシーンで頭に被り物をしているが、外見上は地球人と変わらない。
母星がボーグに侵略されたため、エル・オーリア人は銀河のあちこちに散り散りになって暮らしているが、彼らは「聞き上手」な種族として知られ、ガイナンもたびたび、ピカードやロー・ラレンらの相談相手をつとめている。
長命な種族らしく、1891年のサンフランシスコにタイムスリップしたエンタープライズDのクルーと遭遇したり（TNG『Time's Arrow（タイム・スリップ・エイリアン）』）、2293年にはエンタープライズBに救助されたりしている（映画『スタートレック ジェネレーションズ』）。エンタープライズDに乗り組んだ時点で、ガイナンは少なくとも500歳（父親は約700歳）である。
また、エル・オーリアンは時空を超えた知覚を発揮することがあるとされ、時間軸が改変された際にピカードに警告したり（TNG『Yesterday's Enterprise（亡霊戦艦エンタープライズ'C'）』）、ネクサスに取り込まれたピカードに彼女の“影”が助言するなどしている。
（ジョン・デ＝ランシーが演じる）高次元生命体Qとは「ちょっとした」因縁があるらしく、お互いを嫌い合っている。全能に近い力を持つQであるが、ガイナンに対しては軽々しく手を出すことは出来ないようだ。尚、ガイナンとは能力の次元がまるで異なるが、Qもまた時空を超越した存在である。
一般人が乗艦していないエンタープライズEには乗艦しておらず、映画『ファーストコンタクト』、『叛乱』には登場していなかったが、『ネメシス』冒頭でのライカーとトロイの結婚式には招待客として出席していた。
『スタートレック:ピカード』シーズン2では2024年と2401年の両時期で地球上で暮らし、バーを経営する。

## 演じた俳優
- ウーピー・ゴールドバーグ

- アイシス・カーメン・ジョーンズ
  - 『新スタートレック』シーズン6第7話『少年指揮官ジャン・リュック・ピカード』で、少女化してしまったガイナン。
『天使にラブ・ソングを…』でもゴールドバーグの少女時代を演じていた。

- イトウ・アガイエール
  - 『スタートレック:ピカード』シーズン2でタイムスリップした際に登場した若き日のガイナン。